# Andrena kriechbaumeri
Andrena kriechbaumeri là một loài Hymenoptera trong họ Andrenidae. Loài này được Schmiedeknecht mô tả khoa học năm 1883.